# Banići
Banići falu Horvátországban, Dubrovnik-Neretva megyében. Közigazgatásilag Dubrovačko primorje községhez tartozik.

## Fekvése
A Dubrovnik városától légvonalban 25, közúton 38 km-re, községközpontjától légvonalban 3, közúton 5 km-re északnyugatra a tengermelléken, a 8-as számú főút mentén, a Janska-öböl felett fekszik. Főbb településrészei Gornje selo, Donje selo, Jansko, Budima, Nenkovići és Prestranj.

## Története
Az itt található régészeti leletek tanúsága szerint Banići területe már az ókorban lakott volt. Az itt élt első ismert nép az illírek voltak, akik az i. e. 2. évezredtől fogva éltek itt magaslatokon épített erődített településeken és kövekből rakott halomsírokba temetkeztek. Halomsírjaikból több megtalálható a település határában a plébániatemplomtól délre és nyugatra is. Az illírek i. e. 35-ig uralták a térséget, amikor Octavianus hadai végső győzelmet arattak felettük. A Nyugatrómai Birodalom bukása után 493-tól a keleti gótok uralták a területet. 535-ben Dalmáciával együtt a Bizánci Császárság uralma alá került. A horvátok ősei a 7. században érkeztek Dalmáciába és csakhamar megalapították első településeiket. Ezek elsőként a termékeny mező melletti, ivóvízzel rendelkező helyeken alakultak ki. A Dubrovniki tengermellék hét plébániájával Zahumljéhez tartozott, a zsupán az északnyugatra fekvő Ošljéban székelt egészen az 1241-ben bekövetkezett tatárjárásig. Ezután a zsupán az innen délkeletre fekvő Slanóba települt át és ez a település lett az egész Dubrovniki tengermellék központja. 1399-ben a Dubrovniki tengermellékkel együtt Banići területe is a Raguzai Köztársaság része lett, amely megvásárolta Ostoja bosnyák királytól. A köztársaság idejében a raguzai kormányzó útja Budimán keresztül vitt Stonra, ezért itt két olyan híd is található, amely ma védett kulturális emlék. A banići plébániát 1766-ban alapították. Kezdetben Banićin kívül csak Kručica tartozott ide, de 1770-ben Mravnica és Trnova levált a lisaci plébániáról és azóta ez a két település is ide tartozik.
A Raguzai Köztársaság bukása után 1806-ban Dalmáciával együtt ez a térség is a köztársaságot legyőző franciák uralma alá került, de Napóleon bukása után 1815-ben a berlini kongresszus Dalmáciával együtt a Habsburgoknak ítélte. A környező településekhez hasonlóan a lakosság többsége szegénységben élt, megélhetési forrása a mezőgazdaság és az állattartás volt. A településnek 1857-ben 218, 1910-ben 158 lakosa volt. 1918-ban az új szerb-horvát-szlovén állam, majd később Jugoszlávia része lett. Fejlődősére jótékonyan hatott az áram 1961-es bevezetése és az Adria-parti főút megépítése 1965-ben, mely immár közúton is összekötötte a régebben inkább hajóval megközelíthető nagyobb településekkel Slanóval és Dubrovnikkal. 1978-ban megkezdődött a vízvezeték és a telefonhálózat kiépítése. A délszláv háború során 1991. október 1-jén kezdődött a jugoszláv hadsereg (JNA) támadása a Dubrovniki tengermellék ellen. Az elfoglalt települést a szerb erők kifosztották és felégették. A hajókat, bárkákat elsüllyesztették. A település 1992. májusáig lényegében lakatlan volt. A háború után rögtön elkezdődött az újjáépítés. 1996-ban újabb csapásként földrengés okozott súlyos károkat. 1997-ben megalakult Dubrovačko primorje község, melynek Banići is része lett. A településnek 2011-ben 139 lakosa volt, akik főként mezőgazdaságból, halászatból és a turizmusból éltek.

## Népesség

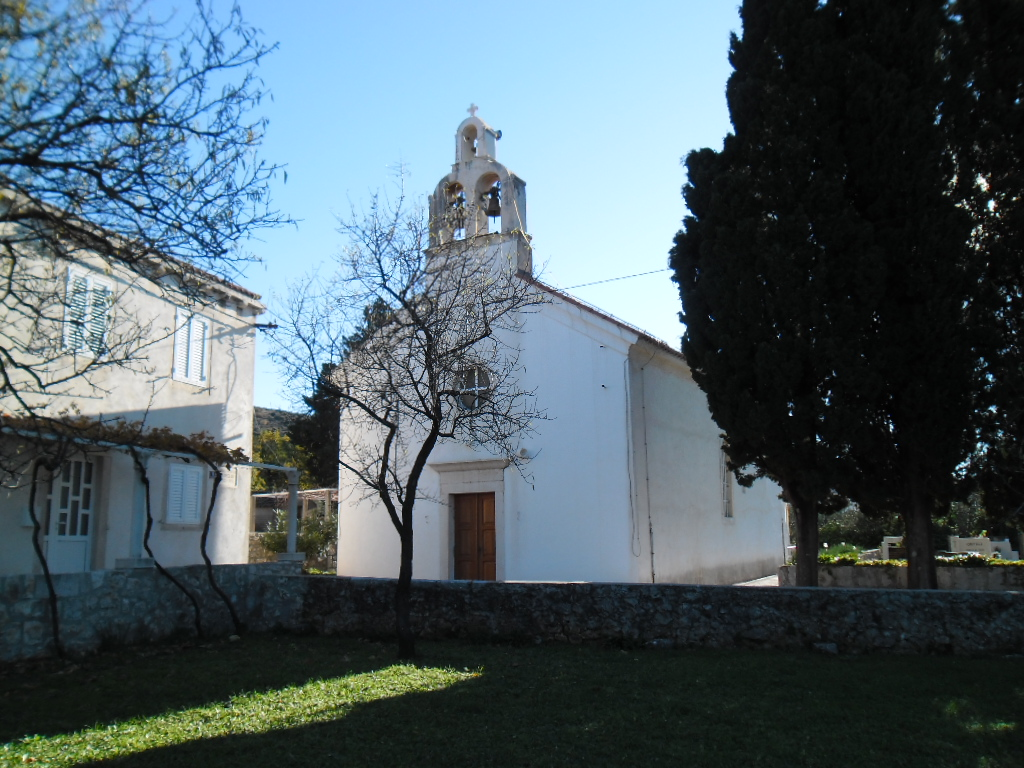
A Mária Magdolna plébániatemplom

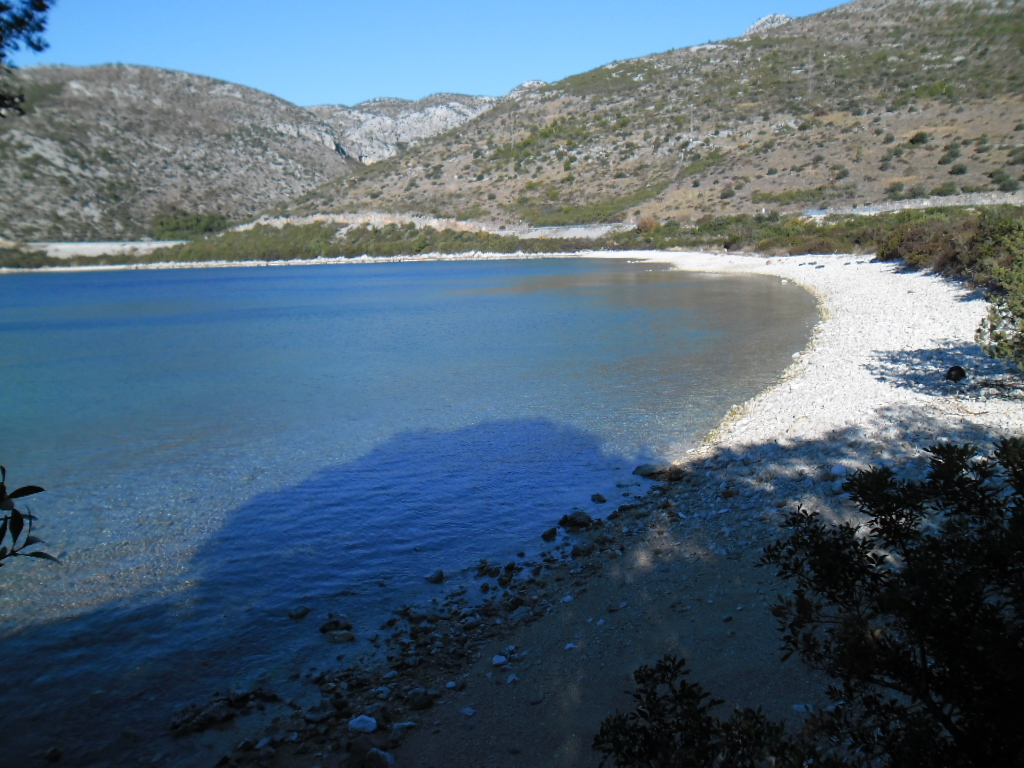
A Budima-önöl látképe

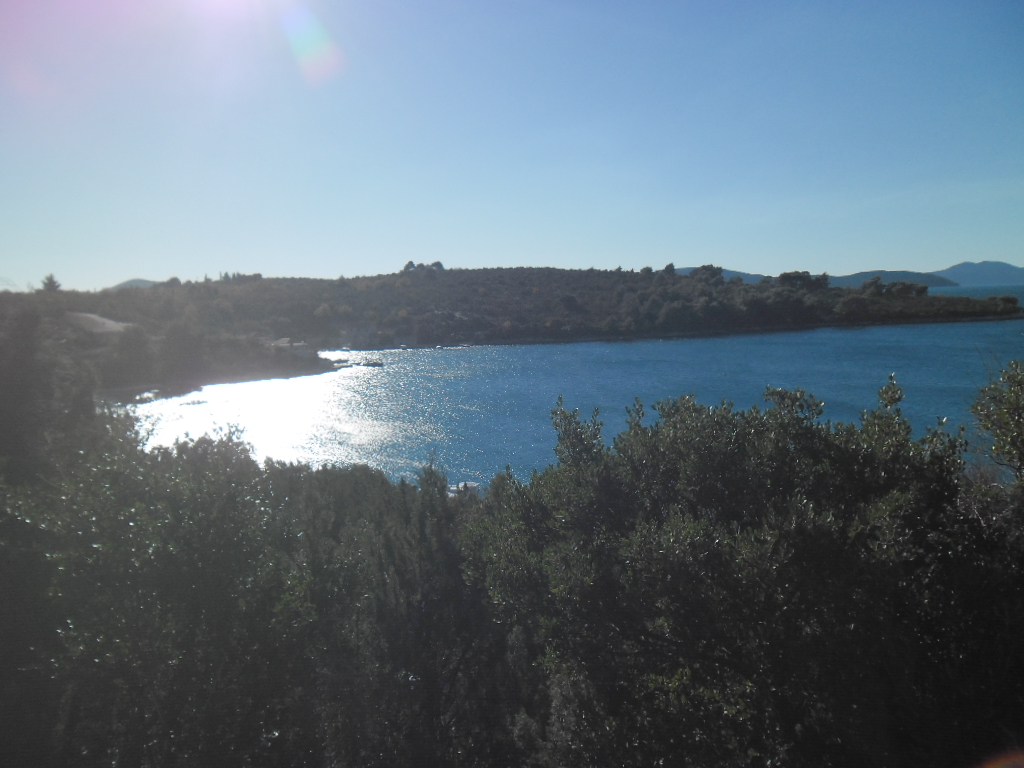
A Janska-öböl

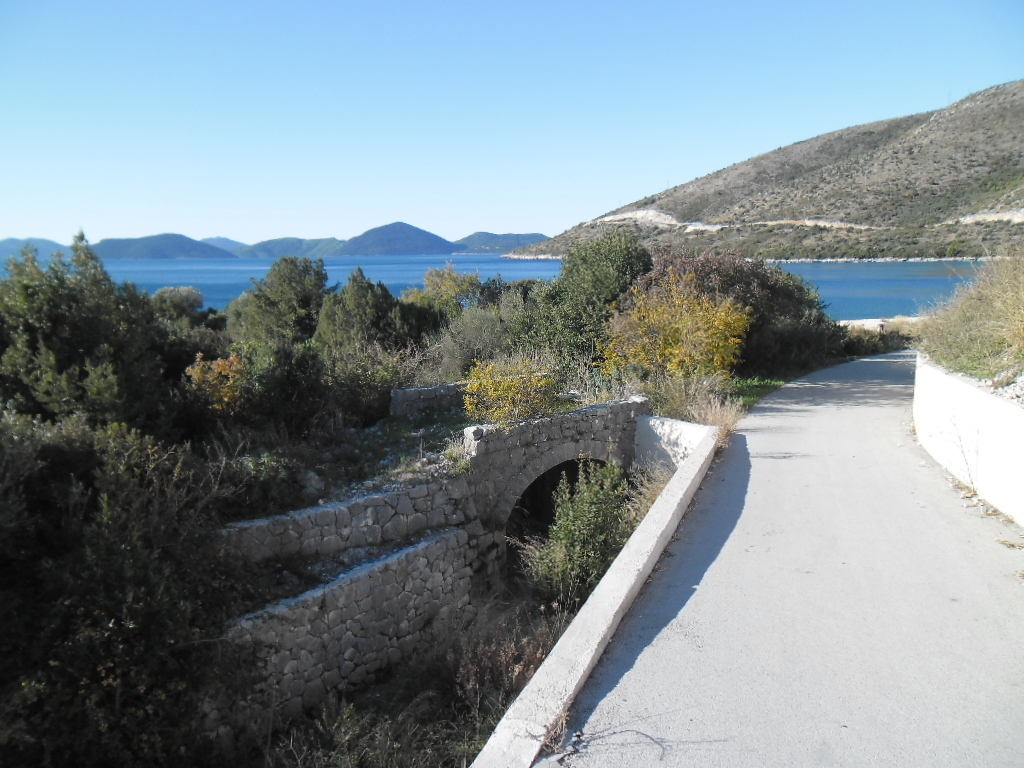
Műemlék híd Budimán

| Lakosság változása | Lakosság változása | Lakosság változása | Lakosság változása | Lakosság változása | Lakosság változása | Lakosság változása | Lakosság változása | Lakosság változása | Lakosság változása | Lakosság változása | Lakosság változása | Lakosság változása | Lakosság változása | Lakosság változása | Lakosság változása |
| ------------------ | ------------------ | ------------------ | ------------------ | ------------------ | ------------------ | ------------------ | ------------------ | ------------------ | ------------------ | ------------------ | ------------------ | ------------------ | ------------------ | ------------------ | ------------------ |
| 1857               | 1869               | 1880               | 1890               | 1900               | 1910               | 1921               | 1931               | 1948               | 1953               | 1961               | 1971               | 1981               | 1991               | 2001               | 2011               |
| 218                | 201                | 138                | 138                | 144                | 158                | 158                | 158                | 157                | 159                | 150                | 126                | 35                 | 101                | 143                | 139                |

## Nevezetességei
- Szent Mária Magdolna tiszteletére szentelt plébániatemploma[4] amint azt a bejárat feletti feliraton olvasható 1600-ban épült. Építtetője az Ohmučević nemzetségből származó Nikola Bilić volt. Az erről szóló bosnyák nyelvű  felirat a templom déli falán olvasható. A templom 1766-ban a helyi plébánia megalapítása után plébániatemplom rangjára emelkedett, 1771-ben pedig bővítették. A 19. század folyamán több földrengés is megrongálta, ezért a század végén teljesen megújították, ekkor nyerte el mai formáját. 1991-ben a falut elfoglaló szerb csapatok a plébánia épületével együtt felgyújtották. Újjáépítése 1995-ben fejeződött be. A templom egyhajós, szabályos négyszög alaprajzú épület négyszögletes apszissal. Az eredeti késő barokk épületből a legépebben a kőből épített főoltár maradt meg, melyet korčulai mesterek építettek a 18. században. Az oltár alapépítménye korčulai kőből készült, melyet akantuszlevelekkel díszített márvánnyal burkoltak. A kő retablón két oszlopon nyugvó aktotérium látható. A 18. századi régi barokk oltárképet 1995-ben a szűkös anyagi lehetőségek miatt egy gyengébb minőségű másolattal helyettesítették. Legértékesebb liturgikus tárgya egy aranyozott ezüst cibórium, mely egy raguzai aranyműves műhelyben készült a 16. században. Velencei műhelyből származik egy késő reneszánsz kehely a 16. század végéről, vagy a 17. század elejéről.
- Római villa rustica és ciszterna maradványai
- Ókori halomsírok a plébániatemplomtól délre és nyugatra, valamint Uska Rudinán

## Gazdaság
- A helyi gazdaság alapja a mezőgazdaság, a halászat és a turizmus. Régen a faluban két olajprés malom is üzemelt, melyet váltott lovakkal hajtottak. Kapacitásuk 180-tól 250 kilogramm olajbogyó feldolgozása volt naponta. A mai présmalom óránként 800 kilogramm gyümölcsöt dolgoz fel. A helyi baromfitelep 1978-ban létesült és a délszláv háborúban pusztult el. Kapacitását a kezdeti 25 ezerről 1983-ra 100 ezerre növelték és harminc embernek adott munkát. A háborús pusztítás után újjáépített telep már csak 50 ezres kapacitású.
- A helyi halászok kikötője a Janska-öbölben található, ahol a hálókat, csónakokat és egyék felszereléseket tároló raktárépületek állnak.
- A település nyugati részén 30 hektáros vállalkozói övezetet alakítottak ki. A délnyugati részen a Rat-fok és a Budima-öböl előterében 48 hektáros turisztikai övezet létesült 3900 férőhellyel.